# Am Mühlbach 30 (Frischborn)

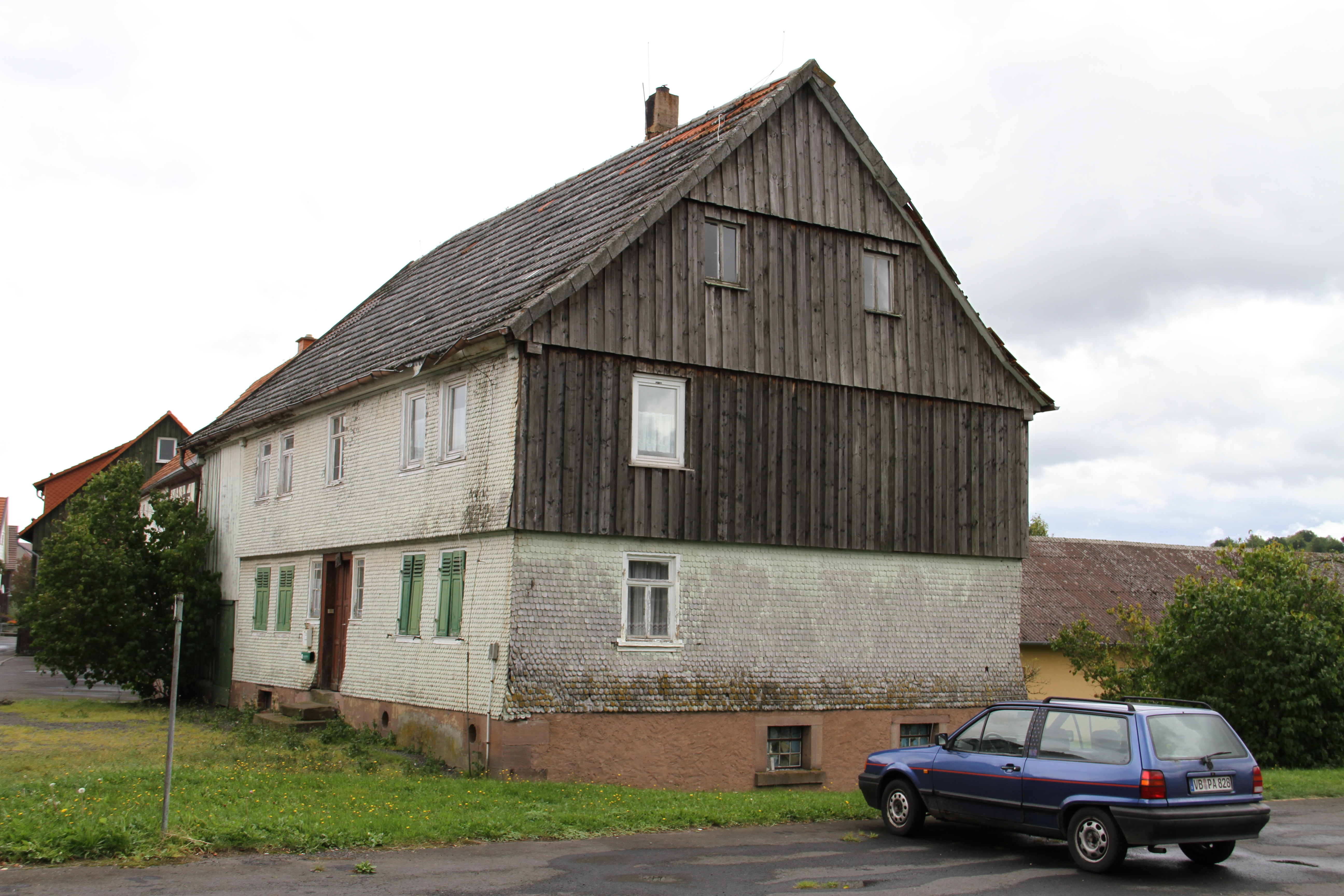
Haus am Mühlbach 30 (2011)

Das Haus Am Mühlbach 30 ist ein denkmalgeschütztes Fachwerkhaus am südwestlichen Ortsrand von Frischborn, einem Ortsteil der mittelhessischen Stadt Lauterbach. 
Das zweigeschossige Wohnhaus wurde in der ersten Hälfte des 19. Jahrhunderts als Teil der Dorferweiterung „Oberdorf“ erbaut. Die zur Straße gewandte Traufseite zeigt Einflüsse des Klassizismus, namentlich die symmetrische Gliederung der Fassade sowie die von zwei Flurfenstern gerahmte Eingangstür. Zu dieser hinauf führt eine zweistufige Sandsteintreppe.
Im Sockel des Hauses sind an drei Seiten Kellerfenster eingelassen, an der Traufseite zur Straße hin haben diese eine runde Form. Auf der rückwärtigen Traufseite befindet sich im Sockel ein zweiter Eingang, der zu Werkstatt oder Stall führt.
Das Haus ist verschindelt und weist einen deutlichen Geschossüberstand auf. Der Raum zwischen Wohnhaus und der benachbarten Scheune, der sogenannte Winkel, wird von einem hohen Holzstall ausgefüllt.

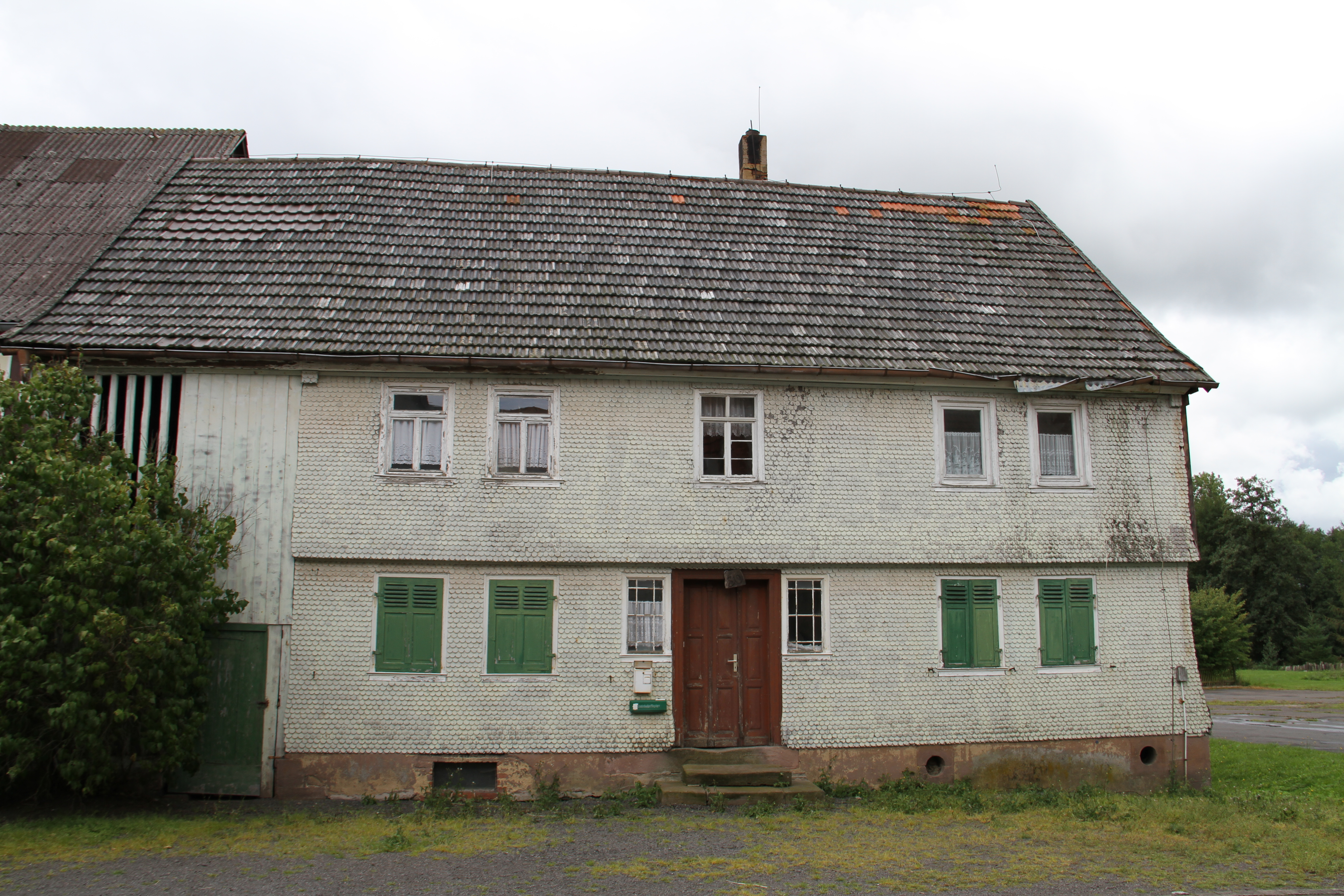
Symmetrisch gegliederte Traufseite
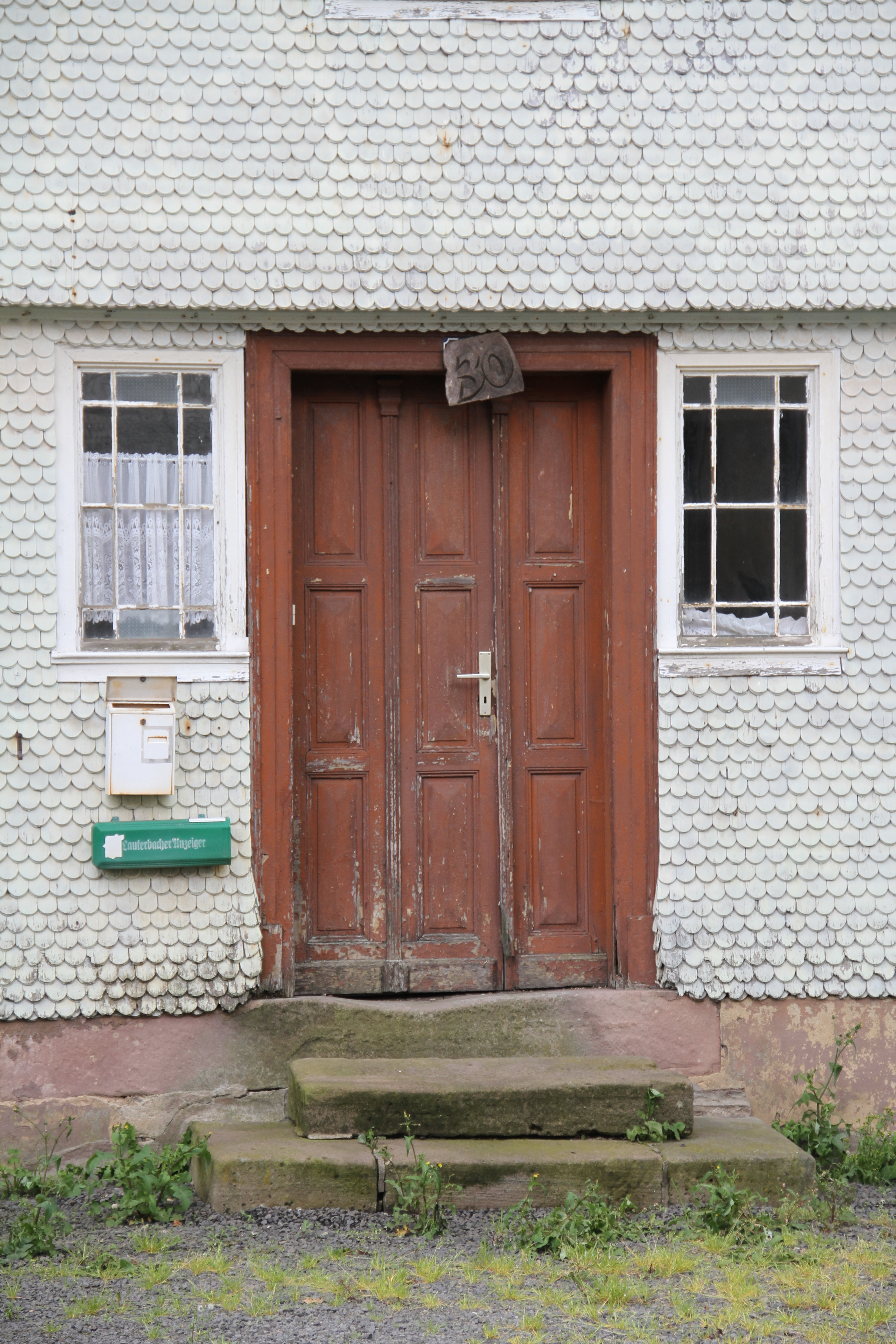
Haustür mit original versprossten Flurfenstern und Sandsteintreppe
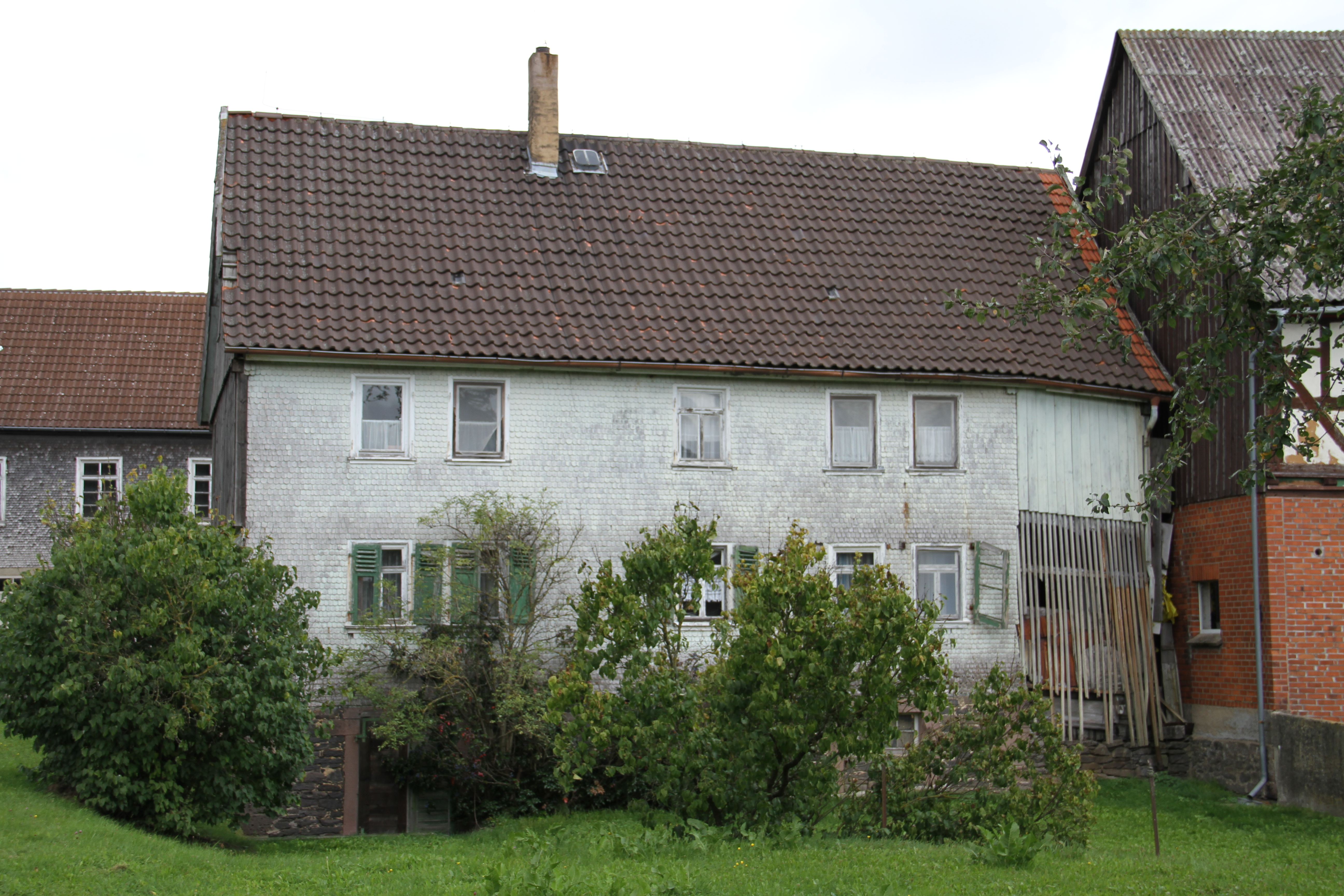
Rückseite mit Zugangstür, rechts Holzstall